# Rafqa Pietra Choboq Ar-Rayès
Rafqa Pietra Choboq Ar-Rayès, O.L.M. (29. června 1832, Himlaya – 23. března 1914, Batroun) byla libanonská maronitská katolická řeholnice, členka Libanonského maronitského řádu. Katolická církev ji uctívá jako světici.

## Život

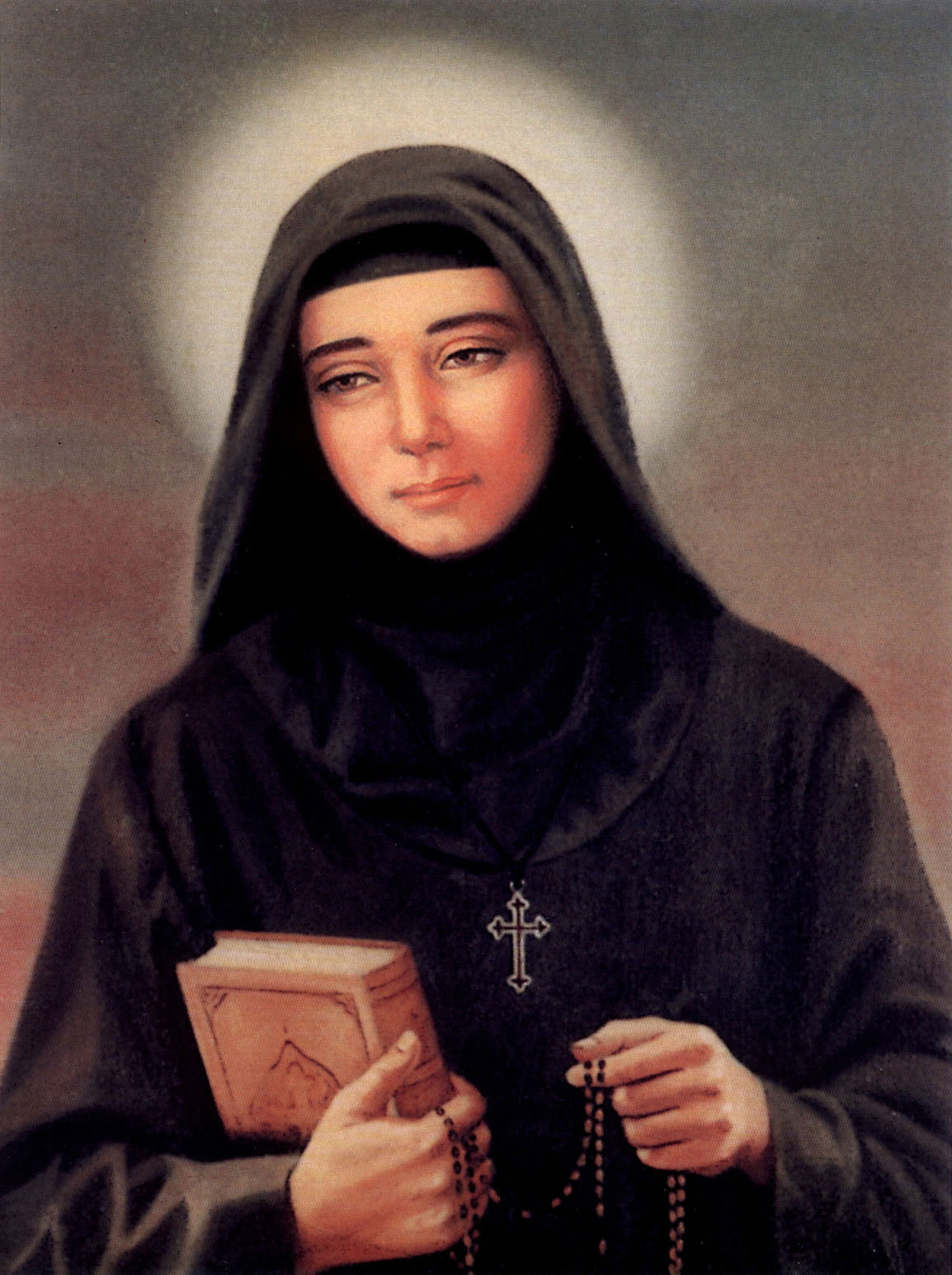
Portrét

Narodila se dne 29. června 1832 v Himlaya v okrese Matn jako jediné dítě Sabra Mourada El Rayess a Rafqy Gemayel. Pokřtěna byla pod jménem Boutrossieh (Petra). Její matka zemřela, když jí bylo sedm let. V roce 1843 měl její otec finanční potíže a poslal ji na čtyři roky pracovat jako služebnou do Damašku do domu Assaada Al-Badawiho. V roce 1847 se vrátila domů a zjistila, že její otec se znovu oženil.

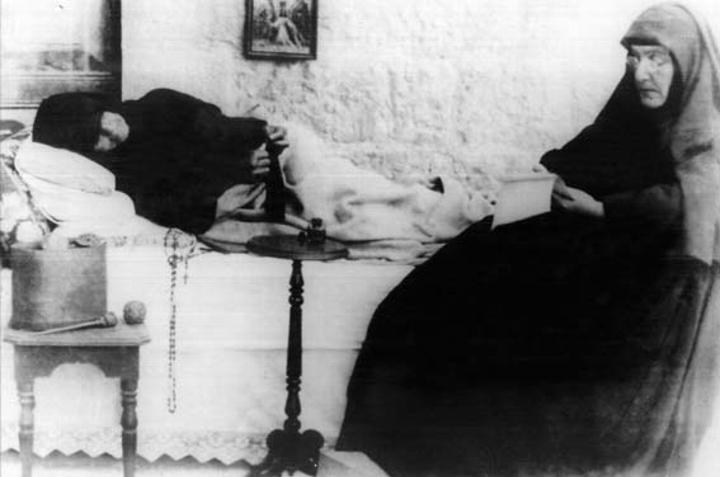
Rafqa Pietra Choboq Ar-Rayès na lůžku nedlouho před svoji smrtí v roce 1914

Když jí bylo 14 let, její nevlastní matka chtěla, aby si vzala jejího bratra, zatímco její teta z matčiny strany chtěla, aby si vzala jejího syna. Ani jednoho muže si však vzít nechtěla, a to způsobilo v její rodině mnoho neshod. V té době odešla z domu a vstoupila do kláštera Panny Marie u města Bikfaya. Její otec a nevlastní matka se ji pokusili vzít zpět domů, ale ona odmítla. Roku 1853 byla mezi prvními čtyřmi čekatelkami do nové kongregace Dcer Marie Neposkvrněného početí, založené Josephem Gemayelem.
V roce 1860 ji její představení poslali na dočasné místo do Deir-el-Qamar, kde pomáhala jezuitské misii. Situace tam však byla velmi eskalovaná, kdy za méně než dva měsíce zde Drúzové zabili 7 771 lidí a zničili 360 vesnic, 560 kostelů, 28 škol a 42 klášterů. Během působení v oblasti zachránila život jednomu dítěti tím, že ho ukryla pod hábit, když jej pronásledovali nějací vojáci. Tyto masakry ji hluboce zasáhly.
Po roce postulátu přijala hábit nové kongregace dne 19. března 1861. Své první dočasné řeholní sliby složila dne 19. března 1862 ve věku třiceti let. Po složení slibů byla pověřena vedením kuchyně na jezuitské škole v Ghaziru, kde strávila sedm let. Dostala také na starost výuku náboženství dělníků. Ve svém volném čase studovala arabštinu, kaligrafii a matematiku. O dva roky později byla poslána učit do Byblosu, kde zůstala jeden rok, než odešla na Ma'ad, aby tam založila školu.
Poté, co se v roce 1871 její kongregace spojila s jinou, rozhodla se přestoupit do Libanonského maronitského řádu, který byl více klauzurního charakteru a 12. července téhož roku v něm zahájila svůj noviciát. Dne 25. srpna 1873 pak složila v klášteře sv. Šimona své doživotní řeholní sliby. Přijala nové řeholní jméno Rafqa (Rebeka). Klášter sv. Šimona, ve kterém žila, se nacházel ve vysoké nadmořské výšce a byly zde tuhé zimy. Kromě modliteb si spolu se spolusestrami vydělávala na obživu prací na okolních polích se zeleninou a obilím, pěstováním bource morušového a šitím rouch. Věnovala se zde také pletení. V klášteře zůstala do roku 1897.
V roce 1897 byla spolu s šesti dalšími řeholnicemi poslána do nového kláštera sv. Josefa v Jrabtě v Batrounu, kde vedla řeholní komunitu matka Ursula Doumit. Zde však trpěla zdravotními problémy a roku 1899 oslepla, ochrnula a byla upoutána na lůžko. Poté svůj čas využívala k pletení ponožek.
Zemřela zaopatřena svátostmi dne 23. března 1914 v klášteře sv. Josefa v Jrabtě v Batrounu, kde byla nejprve pohřbena na klášterním hřbitově a později byly její ostatky přeneseny do klášterní kaple.

## Úcta
Její beatifikační proces započal dne 1. června 1968, čímž obdržela titul služebnice Boží. Dne 11. února 1982 ji papež sv. Jan Pavel II. podepsáním dekretu o jejích hrdinských ctnostech prohlásil za ctihodnou. Dne 9. června 1984 byl uznán první zázrak na její přímluvu, potřebný pro její blahořečení.
Blahořečena pak byla dne 17. listopadu 1985 v bazilice sv. Petra papežem sv. Janem Pavlem II. Dne 1. července 2000 byl uznán druhý zázrak na její přímluvu, potřebný pro její svatořečení. Svatořečena pak byla dne 10. června 2001 na Svatopetrském náměstí papežem sv. Janem Pavlem II.
Její památka je připomínána 23. března. Bývá zobrazována v řeholním oděvu.